# 中華民国在台湾
中華民国在台湾（ちゅうか みんこく ざい たいわん、繁体字: 中華民國在臺灣; 注音: ㄓㄨㄥㄏㄨㄚˊㄇㄧㄣˊㄍㄨㄛˊㄗㄞˋㄊㄞˊㄨㄢ）とは、中華民国の現状に関する政治用語であり、言説でもある。本省人としては初めて中華民国総統に就任した李登輝が提唱した。李登輝は1995年の総統在任中に母校であるコーネル大学を訪問し、「民之所欲、長在我心」（民の欲するところ、長く我が心にあり）と題したオーリン講座での講演で、初めてこの言葉に言及した。
中華民国在台湾は、中華民国に関するいくつかの用語のうちの一つであり、正確には台湾の独立を意味するものではない。後に李登輝の後継者である陳水扁によって1988年から2000年までの第三期として中華民国四段階論に盛り込まれた用語である。

## 背景
李登輝がこの用語を考案する前は、台湾の公人は常に国家の正式名称である「中華民国」を使用していた。そのため、この用語は画期的なものとみなされていた。
この言葉の由来について、李登輝は2005年に李登輝学校での講演の中で、第二次世界大戦後、連合国軍最高司令官ダグラス・マッカーサーの指示で蔣介石の国民革命軍が一時的に台湾を占領したが、その後締結されたサンフランシスコ講和条約と日華条約では、日本が台湾の主権を放棄した相手が明示されていなかったため、台湾の法的地位が未定となったことから、「中華民国在台湾」という用語を作ったと説明している。